# رولف ليندمان
رولف ليندمان (بالنرويجية البوكمول: Rolf Lindemann)‏ هو طبيب نرويجي، ولد في 30 مارس 1942، وتوفي في 27 يونيو 2012.